# Vidstrandsnästjärnen
Vidstrandsnästjärnen är en sjö i Vindelns kommun i Västerbotten och ingår i Umeälvens huvudavrinningsområde. Sjön har en area på 0,0352 kvadratkilometer och ligger 195,6 meter över havet.

## Delavrinningsområde
Vidstrandsnästjärnen ingår i det delavrinningsområde (713674-166222) som SMHI kallar för Ovan VDRID = Vidbäcken i Umeälvens vattendragsyta. Medelhöjden är 224 meter över havet och ytan är 11,92 kvadratkilometer. Räknas de 1027 avrinningsområdena uppströms in blir den ackumulerade arean 12 812,87 kvadratkilometer. Avrinningsområdets utflöde Umeälven mynnar i havet. Avrinningsområdet består mestadels av skog (80 procent). Avrinningsområdet har 0,79 kvadratkilometer vattenytor vilket ger det en sjöprocent på 6,7 procent.